# Lincoln Center

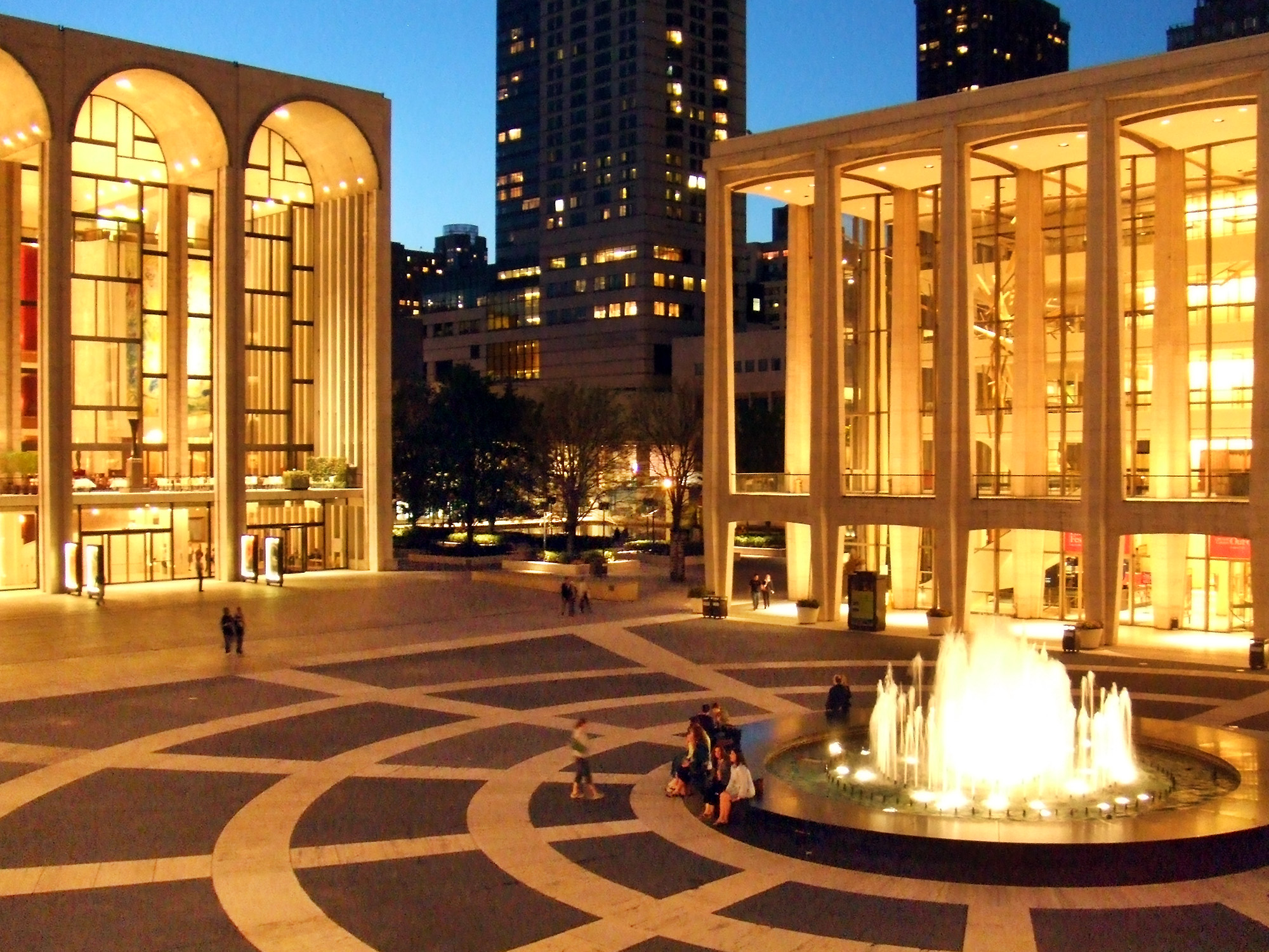
„Josie Robertson Plaza“ im Zentrum vom Lincoln Center im Jahr 2007.

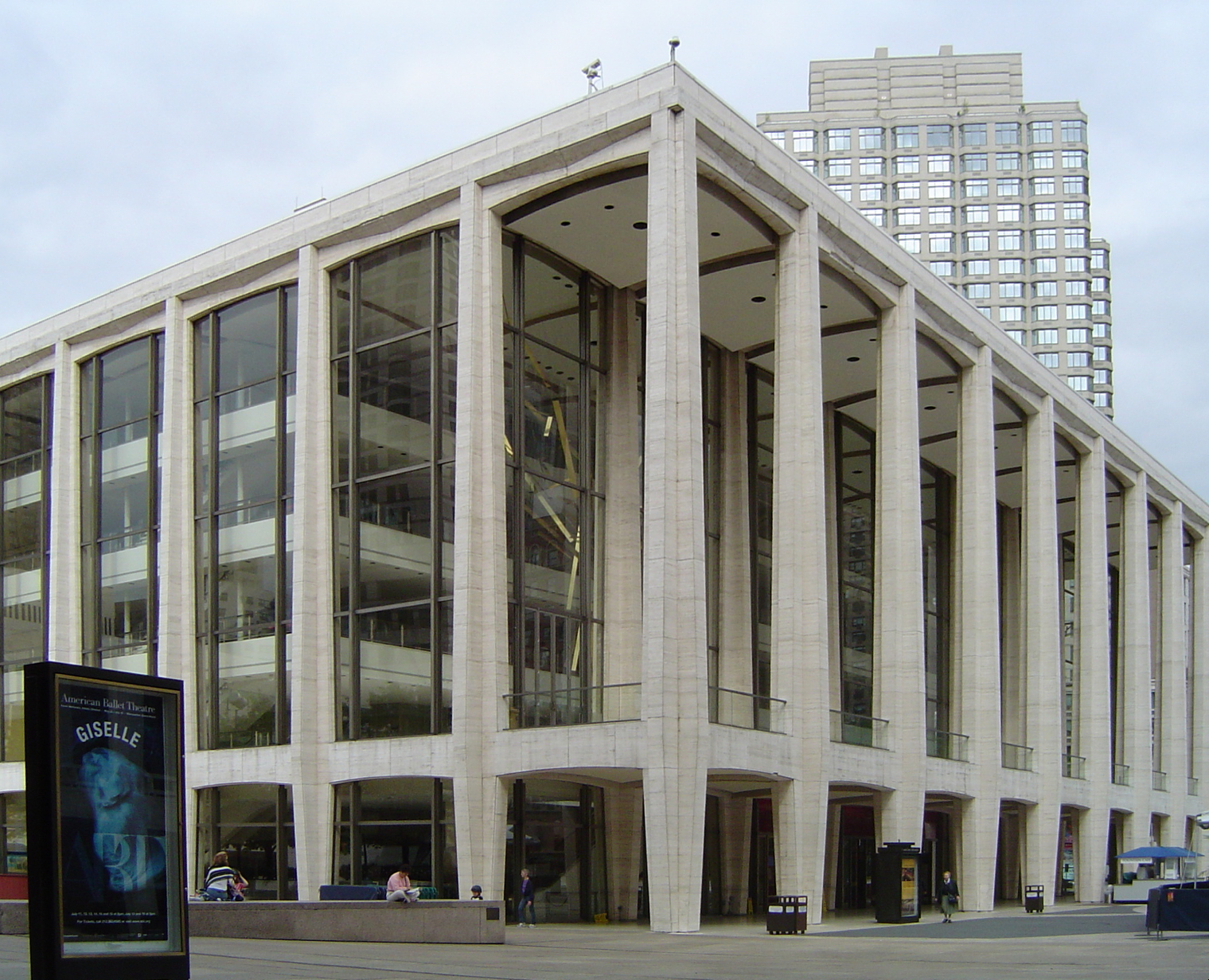
Die David Geffen Hall (bis 2015 Avery Fisher Hall) von Max Abramovitz.

Das Lincoln Center for the Performing Arts ist das bedeutendste und bekannteste Kulturzentrum der Stadt New York City. Es befindet sich auf einem Areal von zirka 61.000 m² im Westen von Manhattan zwischen der Amsterdam Avenue und der Columbus Avenue sowie der West 62nd Street und der West 66th Street im Viertel Lincoln Square auf der Upper West Side. Auf diesem Terrain befand sich einst das Viertel San Juan Hill.

## Geschichte
Das Lincoln Center wurde Ende der 1950er Jahre unter der Leitung des Stadtplaners Robert Moses als ein Teil der Maßnahmen geplant, die den Stadtteil Upper West Side wiederbeleben sollten. Der Masterplan entstammt dem Architekten Wallace Harrison (1895–1981), der auch das Gebäude der Metropolitan Opera entwarf. Sämtliche Bauwerke wurden im Stil der Moderne entworfen; der US-amerikanische Präsident Dwight D. Eisenhower sah bei der Grundsteinlegung am 14. Mai 1959 in dem Projekt einen zukünftigen „starken Einfluss auf Frieden und Verständnis in der gesamten Welt“ (mighty influence for peace and understanding throughout the world).
Im Jahr 2004 wurde das Lincoln Center erweitert. Ab 2006 wurden weitere Renovierungs- und Baumaßnahmen eingeleitet, so ein Umbau der Alice Tully Hall und der Bau eines neuen Restaurants durch das Büro Diller Scofidio + Renfro. Der Umbau wurde 2009 abgeschlossen.

## Trägerschaft

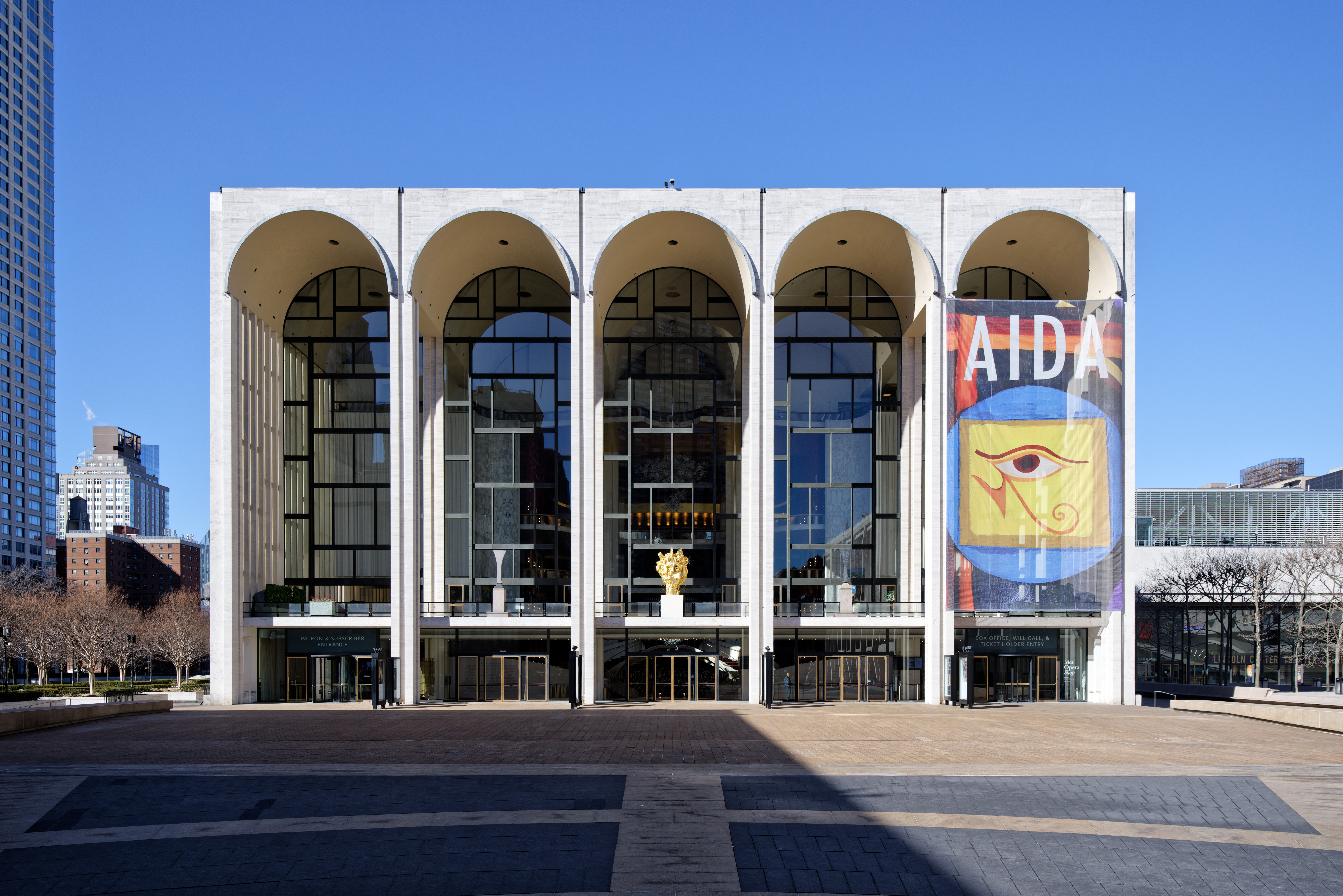
Das Gebäude der Metropolitan Opera.

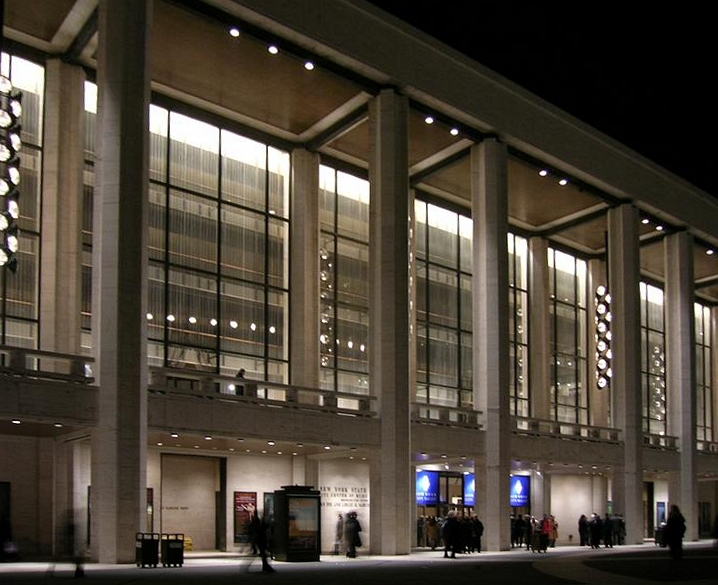
David H. Koch Theater, Außenansicht.

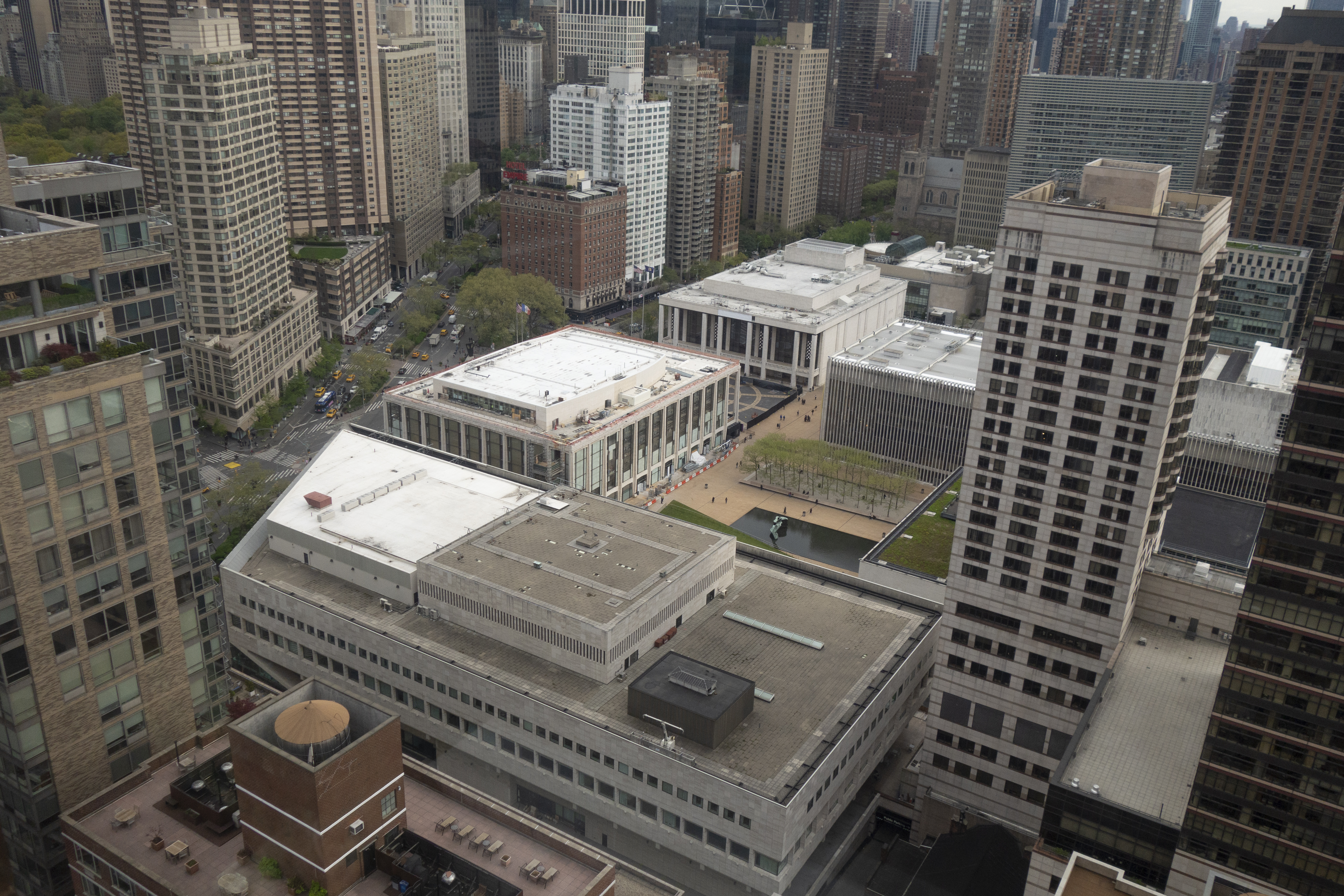
Blick auf das Lincoln Center (Mitte), vorn die Juilliard School, rechts der Komplex 3 Lincoln Center (2022).

Das Lincoln Center wird von einer nicht gewinnorientierten privaten Gesellschaft ("Inc.") betrieben, die hauptsächlich über Sponsorengelder finanziert wird. Unabhängig davon war das operative Ergebnis in der Saison 2015/16 positiv.

## Kulturelle Einrichtungen
Im Lincoln Center sind elf kulturelle Organisationen beheimatet:
- Das Lincoln Center for the Performing Arts selbst.
- The Chamber Music Society of Lincoln Center[5], die sich um die Aufführung von Kammermusik verdient macht und alle zwei Jahre den Stoeger Prize an Komponisten verleiht.
- The Film Society of Lincoln Center[6], ein Filmmuseum, das unter anderem Filmfestivals veranstaltet und Filme aufführt.
- Jazz at Lincoln Center[7], deren künstlerischer Leiter der US-amerikanische Jazzmusiker Wynton Marsalis und deren Spielort das Rose Theater ist.
- Die Juilliard School[8], die ihren Sitz seit 1969 in einem Gebäude von Pietro Belluschi hat.
- Das Lincoln Center Theater[9] mit seiner Spielstätte Vivian Beaumont Theater. Das Gebäude des Architekten Eero Saarinen fasst 1.080 Zuschauer und wurde 1965 geöffnet.
- Die Metropolitan Opera[10], die in einem Gebäude aus dem Jahr 1966 über ca. 3900 Sitzplätze verfügt.
- Das New York City Ballet[11], die im David H. Koch Theater (ehemals New York State Theater) beheimatet ist. Das Gebäude von Philip Johnson aus dem Jahr 1964 verfügt über 2586 feste Sitzplätze. Auch die New York City Opera[12] spielte bis 2011 in diesem Theater.
- Die New York Philharmonic (New Yorker Philharmoniker)[13] mit ihrer Spielstätte, der David Geffen Hall, aus dem Jahr 1962 nach einem Entwurf von Max Abramovitz. Sie verfügt über 2738 Sitzplätze. Den gegenwärtigen Namen erhielt sie nach dem Spender David Geffen im Jahr 2015. Von 1973 bis 2015 war das Konzerthaus unter dem Namen Avery Fisher Hall bekannt. Zwischen 1962 und 1973 trug die Spielstätte die Bezeichnung „Philharmonic Hall“.
- The New York Public Library for the Performing Arts[14]
- The School of American Ballet[15], die Ballettschule des New York City Ballet

## Alice Tully Hall
Die Orgel der Alice Tully Hall wurde 1974 von dem Orgelbauer Theodor Kuhn (Schweiz) erbaut. Nach der Umgestaltung der Alice Tully Hall wurde das zwischenzeitlich ausgebaute und eingelagerte Instrument durch die Erbauerfirma wieder aufgebaut und neu intoniert. Die Disposition wurde um zwei elektronische Pedalregister erweitert. Das Schleifladen-Instrument hat 64 Register auf vier Manualwerken und Pedal. Die Spieltrakturen sind mechanisch, die Registertrakturen sind elektrisch.
| I Grand Orgue C–c4 |                 |       |
| 1.                 | Bourdon         | 16′   |
| 2.                 | Montre          | 8′    |
| 3.                 | Flute harm.     | 8′    |
| 4.                 | Bourdon à chem. | 8′    |
| 5.                 | Prestant        | 4′    |
| 6.                 | Flute ouverte   | 4′    |
| 7.                 | Quinte          | 2 ⁄3′ |
| 8.                 | Doublette       | 2′    |
| 9.                 | Fourniture V    | 1 ⁄3′ |
| 10.                | Cymbale III     | 1⁄2′  |
| 11.                | Cornet V        | 8′    |
| 12.                | Doucaine        | 16′   |
| 13.                | Trompette       | 8′    |
| 14.                | Clairon         | 4′    |

| II Positif C–c4 |                  |        |
| 15.             | Quintatön        | 16′    |
| 16.             | Salicional       | 8′     |
| 17.             | Bourdon          | 8′     |
| 18.             | Prestant         | 4′     |
| 19.             | Flute a fuseau   | 4′     |
| 20.             | Nazard           | 2 ⁄3′  |
| 21.             | Doublette        | 2′     |
| 22.             | Quinte de Nazard | 2′     |
| 23.             | Tierce           | 1 3⁄5′ |
| 24.             | Larigot          | 1 ⁄3′  |
| 25.             | Cymbale IV       | 2⁄3′   |
| 26.             | Cromorne         | 8′     |
|                 | Tremblant        |        |

| III Recit C–c4 |                   |     |
| 27.            | Bourdon doux      | 16′ |
| 28.            | Principal étroit  | 8′  |
| 29.            | Viole de gambe    | 8′  |
| 30.            | Voix celeste      | 8′  |
| 31.            | Flute à chem.     | 8′  |
| 32.            | Principal conique | 4′  |
| 33.            | Flute travers.    | 4′  |
| 34.            | Flute des bois    | 2′  |
| 35.            | Plein Jeu V       | 2′  |
| 36.            | Basson            | 16′ |
| 37.            | Trompette         | 8′  |
| 38.            | Hautbois          | 8′  |
| 39.            | Clairon           | 4′  |
|                | Tremblant         |     |

| IV Positif de Chambre C–c4 |                 |       |
| 40.                        | Bourdon en bois | 8′    |
| 41.                        | Quintatön       | 8′    |
| 42.                        | Flute conique   | 4′    |
| 43.                        | Doublette       | 2′    |
| 44.                        | Quinte          | 1 ⁄3′ |
| 45.                        | Piccolo         | 1′    |
| 46.                        | Cymbale III     | 1⁄3′  |
| 47.                        | Sesquialtera II | 2 ⁄3′ |
| 48.                        | Regal           | 8′    |
|                            | Tremblant       |       |

| Pedal C–g1 |                |     |     |
| 49.        | Soubasse       | 32′ | (N) |
| 50.        | Flute          | 16′ | (N) |
| 51.        | Principal      | 16′ |     |
| 52.        | Soubasse       | 16′ |     |
| 53.        | Quintatön      | 16′ |     |
| 54.        | Principal      | 8′  |     |
| 55.        | Bourdon        | 8′  |     |
| 56.        | Prestant       | 4′  |     |
| 57.        | Flute à chem.  | 4′  |     |
| 58.        | Flute à bec    | 2′  |     |
| 59.        | Fourniture V   | 2′  |     |
| 60.        | Contrebombarde | 32′ |     |
| 61.        | Bombarde       | 16′ |     |
| 62.        | Basson         | 16′ |     |
| 63.        | Trompette      | 8′  |     |
| 64.        | Chalumeau      | 4′  |     |

- Anmerkung

(N) = Nachträglich hinzugefügtes elektronisches Register (2010)